# キア・モハベ
モハベ（Mohave）は、韓国のKIAが製造・販売する自動車である。かつては北米市場でもボレゴ（Borrego）という車名で販売されていた（現在はテルライドが同市場における後継車種）。

## 初代 HM型 (2008年 - 2019年)
2008年にキアの最上級SUVとして登場。同社初のV型8気筒エンジン搭載車種でもある。2005年の北米国際オートショー（NAIAS）に出展された大型SUVのコンセプトカー、キア・メサ（Kia Mesa）を市販化したものである。市販モデルのデザインはフォルクスワーゲンからキアに移籍してチーフデザイナーに就任したペーター・シュライヤーが担当している。
なおキアの車種では最初に専用エンブレムが用意されている（2例目はスティンガー）。
2008年1月、韓国で発売開始。韓国のSUVで初めてプッシュスタートシステムを採用。また、北米でもNAIASで発表された。
ソレントが2代目でユニボディに移行し、また親会社の現代自動車もテラカンの製造を終了しているため、モハベは現代-起亜自動車グループでは唯一のボディオンフレーム型のSUVとなる。
2016年2月、韓国にて大幅改良モデルを「ザ・ニュー・モハベ」として発表。エンジンはV6・3.0Lディーゼルのみとなった。
2019年3月、韓国にてフロントマスク全面刷新モデルを「モハベ・ザ・マスター」として発表。このモデルより韓国市場専売となる。

## メカニズム
エンジンは250馬力のV型6気筒3.0L・コモンレール式ディーゼルエンジンのほか、274馬力のV型6気筒・3.8L・DOHCと340馬力のV型8気筒・4.6L・DOHCガソリンエンジン（ともにCVVTを採用）があるが、北米市場はガソリンエンジンのみの設定となる。ディーゼルとV8・4,6LにはZF製の6速ATが組み合わされている（V6・3,8Lは5速AT）。エンジンは親会社である現代自動車のベラクルーズと共用しているが、ディーゼルエンジンに関してはベラクルーズのそれと比べて出力がアップされ、独自性が保たれている。

## 車名
「MOHAVE」は、モハーヴェ砂漠に由来する。